# Cantón de Champtoceaux
El cantón de Champtoceaux era una división administrativa francesa, que estaba situada en el departamento de Maine y Loira y la región de Países del Loira.

## Composición
El cantón estaba formado por nueve comunas:
- Bouzillé
- Champtoceaux
- Drain
- Landemont
- La Varenne
- Liré
- Saint-Christophe-la-Couperie
- Saint-Laurent-des-Autels
- Saint-Sauveur-de-Landemont

## Supresión del cantón de Champtoceaux
En aplicación del Decreto nº 2014-259 de 26 de febrero de 2014, el cantón de Champtoceaux fue suprimido el 22 de marzo de 2015 y sus 9 comunas pasaron a formar parte del nuevo cantón de La Pommeraye.